# Hug II dels Baus
Hug II dels Baus (? - Sardenya, 1179) fou el primer fill de Ramon I dels Baus pertanyent a la senyoria dels Baus, a Provença.
Amb la seva primera muller, el nom de la qual no es coneix, va tenir un fill, Ramon dels Baus, que moria jove entre el 1172 i el 1180. Es casà per segona vegada amb la filla de Comita II de Torre (Sardenya), de la qual tampoc es desconeix el nom, amb qui tingué un fill, Hug dels Baus o Ugo de Basso (1172-1222).
El seu germà Bertran I dels Baus heretà la senyoria.